# Odchlupení vlněného rouna

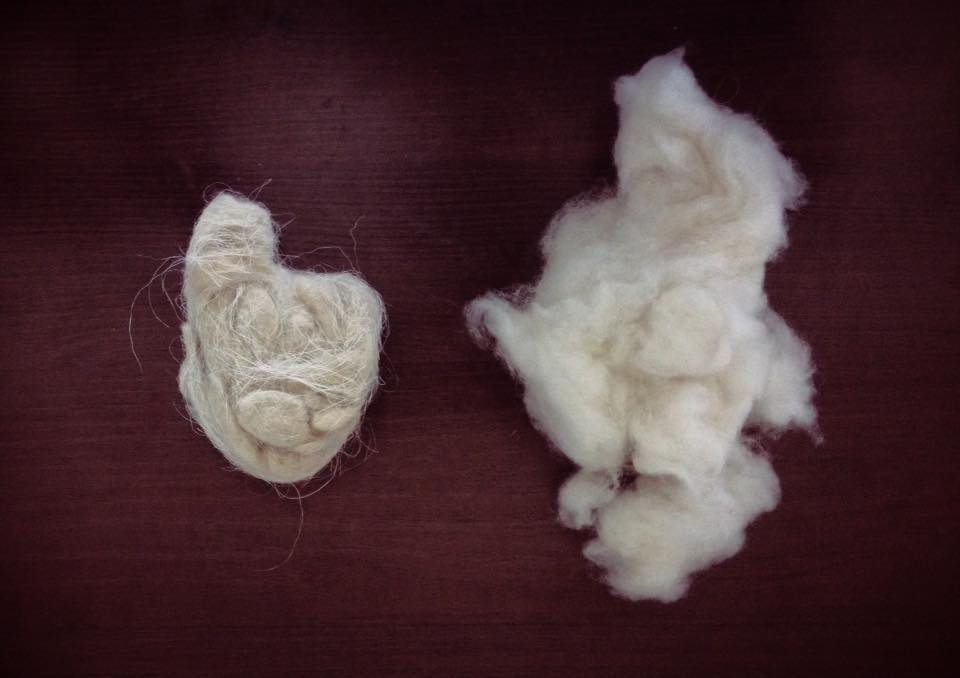
Stříž ze srsti kašmírské kozy: vlevo surová vlna, vpravo vlna po odchlupení

Odchlupení vlněného rouna je technika intenzivního mykání, která se používá k odstranění hrubých vláken a nežádoucích příměsí z rouna ze srsti některých zvířat. Po odchlupení zůstávají v rounu jen jemná vlákna vhodná k výrobě příze.

## Obsah chlupů v srsti (%)
kašmírská koza 30-40 %, velbloud 45 % , angorský králík 44 %, lama 40 %, guanako a vikuňa 50 %
V chlupech ze srsti angorské kozy, alpaky a velblouda probíhá středem vlákna dřeň (dutý nebo částečně zaplněný kanálek). U části z nich nazývané kemp je dřeň křídově bílá a průměr kanálku přesahuje 60 % celkového průměru chlupu. Tento vlákenný materiál se nedá obarvit, na povrchu hotové textilie zůstávají světlé skvrny, je proto většinou nepoužitelný. 

## Způsoby odchlupování
Stroj na odstraňování hrubých chlupů z vlákenného rouna byl vynalezen ve 2. polovině 19. století. 
Moderní zařízení na odchlupování pracují na principu mykání. Podle údajů výrobce dosahují výkonu až 50 kg/hod se zárukou zbytku chlupů ve výsledné vlákenné pavučince maximálně 0,2 %.
Odchlupení menších množství surových vln pro amatérské výrobce příze se nabízí za 20-50 USD / kg. 
Některé obzvlášť hodnotné vikuní vlny se odchlupují manuálně. Zde se počítá s výkonem zručného dělníka asi 1 kg vláken za 12 pracovních hodin. 